# Emmetsburg, Iowa
Emmetsburg là một thành phố thuộc quận Palo Alto, tiểu bang Iowa, Hoa Kỳ. Năm 2010, dân số của thành phố này là 3904 người.

## Dân số
Dân số qua các năm:
- Năm 2000: 3958 người.
- Năm 2010: 3904 người.